# 蛇笏賞
蛇笏賞（だこつしょう）は、俳人・飯田蛇笏にちなんで設けられた俳句の賞。前年1月から12月に刊行された句集の中で最も優れたものに与えられる。俳句界では最も権威ある賞とされている。主催は角川文化振興財団（第9回までは角川書店）で、1967年に第1回が行われた。受賞作には賞状、記念品および副賞100万円が贈られる。授賞式は毎年6月、短歌賞である迢空賞とあわせて行われる。現選考委員（2024年時点）は、高野ムツオ、高橋睦郎、中村和弘、正木ゆう子の4名。候補作は従来非公表であったが、2013年の第47回より最終候補作が事前に公表されるようになった。

## 受賞一覧
- 第1回（1967年）- 皆吉爽雨 『三露』他
- 第2回（1968年）- 加藤楸邨 『まぼろしの鹿』他、秋元不死男 『万座』他
- 第3回（1969年）- 大野林火 『潺潺集』他
- 第4回（1970年）- 福田蓼汀 『秋風挽歌』他
- 第5回（1971年）- 平畑静塔 『壺国』他、右城暮石 『上下』他
- 第6回（1972年）- 安住敦 『午前午後』他
- 第7回（1973年）- 阿波野青畝 『甲子園』他、松村蒼石 『雪』他
- 第8回（1974年）- 百合山羽公 『寒雁』他
- 第9回（1975年）- 石川桂郎 『高蘆』以後の作品
- 第10回（1976年）- 相生垣瓜人 『明治草』他
- 第11回（1977年）- 山口草堂 『四季蕭嘯』
- 第12回（1978年）- 阿部みどり女 『月下美人』
- 第13回（1979年）- 細見綾子 『曼荼羅』
- 第14回（1980年）- 斎藤玄 『雁道』
- 第15回（1981年）- 石原舟月 『雨情』
- 第16回（1982年）- 瀧春一 『花石榴』
- 第17回（1983年）- 柴田白葉女 『月の笛』、村越化石 『端座』
- 第18回（1984年）- 橋閒石 『和栲』
- 第19回（1985年）- 能村登四郎 『天上華』
- 第20回（1986年）- 長谷川双魚 『ひとつとや』
- 第21回（1987年）- 森澄雄 『四遠』
- 第22回（1988年）- （該当作なし）
- 第23回（1989年）- 三橋敏雄 『畳の上』
- 第24回（1990年）- 角川春樹 『花咲爺』
- 第25回（1991年）-（該当作なし）
- 第26回（1992年）- 桂信子 『樹影』
- 第27回（1993年）- 佐藤鬼房 『瀬頭』
- 第28回（1994年）- 中村苑子 『吟遊』
- 第29回（1995年）- 鈴木六林男 『雨の時代』
- 第30回（1996年）- 沢木欣一 『白鳥』
- 第31回（1997年）- 飯島晴子 『儚々』
- 第32回（1998年）- 成田千空 『白光』
- 第33回（1999年）- 鈴木真砂女 『紫木蓮』
- 第34回（2000年）- 津田清子 『無方』
- 第35回（2001年）- 宇多喜代子 『象』
- 第36回（2002年）- 金子兜太 『東国抄』
- 第37回（2003年）- 草間時彦 『瀧の音』
- 第38回（2004年）- 福田甲子雄 『草虱』
- 第39回（2005年）- 鷲谷七菜子 『晨鐘』
- 第40回（2006年）- 後藤比奈夫 『めんない千鳥』
- 第41回（2007年）- 岡本眸 『午後の椅子』
- 第42回（2008年）- 鷹羽狩行 『十五峯』
- 第43回（2009年）- 廣瀬直人 『風の空』
- 第44回（2010年）- 真鍋呉夫 『月魄』
- 第45回（2011年）- 黒田杏子 『日光月光』
- 第46回（2012年）- 渋谷道 『澁谷道俳句集成』
- 第47回（2013年）- 文挟夫佐恵 『白駒』
  - 最終候補作：有馬朗人『流轉』、照井翠『龍宮』、友岡子郷『黙礼』、和田悟朗『風車』
- 第48回（2014年）- 高野ムツオ 『萬の翅』、深見けん二 『菫濃く』
  - 最終候補作：茨木和生『薬喰』、柿本多映『仮生』、黛執『煤柱』
- 第49回（2015年）- 大峯あきら 『短夜』
  - 最終候補作：大牧広『正眼』、小原啄葉『無辜の民』、鍵和田秞子『濤無限』、星野高士『残響』
- 第50回（2016年）- 矢島渚男『冬青集』
  - 最終候補作：石牟礼道子『泣きなが原』、茨木和生『真鳥』、坪内稔典『ヤツとオレ』
- 第51回（2017年）- 高橋睦郎『十年』、正木ゆう子『羽羽』
  - 最終候補作：茨木和生『熊樫』、黛執『春の村』、宮坂静生『噴井』
- 第52回（2018年）- 有馬朗人『黙示』、友岡子郷『海の音』
  - 最終候補作：青柳志解樹『冬木の桜』、櫂未知子『カムイ』、瀬戸内寂聴『ひとり』
- 第53回（2019年）- 大牧広『朝の森』[1]
  - 最終候補作：茨木和生『潤』、榎本好宏『青簾』、三村純也『一』、山本洋子『寒紅梅』
- 第54回（2020年）- 柿本多映『柿本多映俳句集成』[2]
  - 最終候補作：小川軽舟『朝晩』、鍵和田秞子『火は禱り』、中嶋鬼谷『茫々』、中原道夫『彷徨』
- 第55回（2021年） - 大石悦子『百囀』[3]
  - 最終候補作：池田澄子『此処』、今瀨剛一『甚六』、野中亮介『つむぎうた』、宮坂静生『草魂』
- 第56回（2022年） - （該当作なし）
  - 最終候補作：井上弘美『夜須礼』、大串章『恒心』、奥坂まや『うつろふ』、遠山陽子『輪舞曲』、能村研三『神鵜』、若井新一『風雪』
- 第57回（2023年） - 小川軽舟『無辺』
  - 最終候補作：恩田侑布子『はだかむし』、岸本尚毅『雲は友』、中原道夫『橋』、星野高士『渾沌』
- 第58回（2024年） - 小澤實『澤』
  - 最終候補作：池田澄子『月と書く』、中原道夫『九竅』、橋本榮治『瑜伽』
- 第59回（2025年） - 三村純也『高天』[4]
  - 最終候補作：石田郷子『万の枝』、谷口智行『海山』、坪内稔典『リスボンの窓』、宮坂静生『鑑真』

## 歴代選考委員
- 1967年 - 1975年　角川源義
- 1977年 - 1984年　飯田龍太、沢木欣一、野沢節子、森澄雄
- 1985年 - 1989年　飯田龍太、金子兜太、細見綾子、藤田湘子
- 1990年 - 2001年　飯田龍太、金子兜太、細見綾子、森澄雄
- 2002年 - 2004年　飯田龍太、成田千空、宇多喜代子、藤田湘子
- 2005年 - 2005年　成田千空、宇多喜代子、鷹羽狩行、福田甲子雄
- 2006年 - 2007年　成田千空、宇多喜代子、鷹羽狩行、有馬朗人
- 2008年 - 2010年　宇多喜代子、有馬朗人、大峯あきら、金子兜太
- 2011年 - 2012年　宇多喜代子、有馬朗人、金子兜太、片山由美子
- 2013年 - 2014年　宇多喜代子、金子兜太、片山由美子、長谷川櫂
- 2015年 - 2017年　宇多喜代子、片山由美子、齋藤愼爾、長谷川櫂
- 2018年 - 2018年　片山由美子、齋藤愼爾、高野ムツオ、長谷川櫂
- 2019年 - 2021年　片山由美子、高野ムツオ、高橋睦郎、長谷川櫂
- 2022年 - 現在　　高野ムツオ、高橋睦郎、中村和弘、正木ゆう子